# Nsanje (dystrykt)
Machinga – dystrykt w Malawi, w regionie Południowym. Według danych z 2018 roku populacja dystryktu wynosiła 299 168 osób.

## Sąsiednie dystrykty
- Chikwawa
- Thyolo